# Rudziewicze (rejon stołpecki)
Rudziewicze (biał. Рудзевічы, Rudziewiczy; ros. Рудевичи, Rudiewiczi) – wieś na Białorusi, w obwodzie mińskim, w rejonie stołpeckim, w sielsowiecie Litwa, nad Sułą.

## Historia
W XIX i w początkach XX w. położone były w Rosji, w guberni mińskiej, w powiecie mińskim.
W dwudziestoleciu międzywojennym leżały w Polsce, w województwie nowogródzkim, w powiecie wołożyńskim, w gminie Wołma, w pobliżu granicy ze Związkiem Sowieckim. W 1921 miejscowość liczyła 188 mieszkańców, zamieszkałych w 29 budynkach, wyłącznie Polaków. 187 mieszkańców było wyznania rzymskokatolickiego i 1 prawosławnego.
Po II wojnie światowej w granicach Związku Sowieckiego. Od 1991 w niepodległej Białorusi.
Współcześnie dawna północna część miejscowości należy do wsi Katarzynodar.